# 西大路隆敏
西大路 隆敏（にしおおじ たかあき、1904年（明治37年）5月15日 - 1982年（昭和57年）8月2日）は、日本の実業家。西大路家の第22代当主。父は西大路吉光。早稲田大学卒業。東京都出身。

## 生涯
東京都出身。子爵・西大路吉光とその妻で金刀比羅宮宮司・琴陵宥常の娘・八千代の長男として生まれる。早稲田大学卒業。1953年（昭和28年）に父の吉光が亡くなり西大路家の家督を継いだ。
私生活では日本電力社長・池尾芳蔵の次女である正子と結婚し、1男2女を授かった。
1982年（昭和57年）、死去。

## 系譜
- 父親：西大路吉光
- 母親：琴陵八千代 - 金刀比羅宮宮司・琴陵宥常の娘。
- 妻：池尾正子 - 日本電力社長・池尾芳蔵の次女。
  - 長男：西大路隆昭
  - 長女：中辻順子
  - 次女：上市千鶴子